# División de Honor Plata de balonmano 2022-23
La División de Honor Plata de balonmano 2022-23 es la 29ª edición de la División de Honor Plata de balonmano, la segunda división del balonmano español.

## Clubes
| Club                                   | Ciudad                 | Pabellón                                                    |
| -------------------------------------- | ---------------------- | ----------------------------------------------------------- |
| Barça Atlètic                          | Barcelona              | Ciudad Deportiva Joan Gamper                                |
| Tubos Aranda Villa de Aranda           | Aranda de Duero        | Polideportivo Príncipe de Asturias                          |
| Fertiberia Puerto Sagunto              | Sagunto                | Pabellón Municipal inter-núcleos                            |
| UBU San Pablo Burgos                   | Burgos                 | Polideportivo Municipal El Plantío                          |
| Valinox Novás                          | El Rosal               | Pabellón Municipal de O Rosal                               |
| Trasmapi UD Ibiza HC Eivissa           | Ibiza                  | Polideportivo Insular de Blancadona                         |
| Viveros Herol BM. Nava                 | Nava de la Asunción    | Pabellón Municipal Guerrer@s Naver@s de Nava de la Asunción |
| BM. Los Dólmenes Antequera             | Antequera              | Pabellón Municipal Fernando Argüelles                       |
| Eón Horneo Alicante                    | Alicante               | Pabellón Municipal Pitiu Rochel                             |
| Unión Financiera Balonmano Base Oviedo | Oviedo                 | Polideportivo Municipal de Vallobín                         |
| BM Alcobendas                          | Alcobendas             | Pabellón de los Sueños                                      |
| Balonmano Alarcos Ciudad Real          | Ciudad Real            | Pabellón Municipal Quijote Arena                            |
| Balonmano Ikasa Boadilla               | Madrid                 | Polideportivo Rey Felipe VI                                 |
| Hiros BM Caserío de Ciudad Real        | Ciudad Real            | Catedral del balonmano Quijote Arena                        |
| Amenabar Zarautz KE                    | Zarauz                 | Polideportivo Municipal de Zarautz                          |
| BM Zamora Enamora                      | Zamora                 | Pabellón Polideportivo Ángel Nieto                          |
| Handbol Sant Quirze                    | San Quirico de Tarrasa | Pabellón Municipal Sant Quirze                              |
| Trops Málaga                           | Málaga                 | Pabellón Colegio Los Olivos                                 |

## Clasificación

### Grupo A
|                                                                     | Equipo                                 | Puntos | J  | G  | E | P  | GF  | GC  | DG  |
| ------------------------------------------------------------------- | -------------------------------------- | ------ | -- | -- | - | -- | --- | --- | --- |
| 1                                                                   | Viveros Herol BM. Nava                 | 29     | 16 | 14 | 1 | 1  | 521 | 411 | 110 |
| 2                                                                   | Valinox Novás                          | 27     | 16 | 13 | 1 | 2  | 453 | 407 | 46  |
| 3                                                                   | UBU San Pablo Burgos                   | 20     | 16 | 9  | 2 | 5  | 477 | 445 | 32  |
| 4                                                                   | Tubos Aranda Villa de Aranda           | 18     | 16 | 8  | 2 | 6  | 451 | 415 | 36  |
| 5                                                                   | BM Alcobendas                          | 15     | 16 | 7  | 1 | 8  | 431 | 428 | 3   |
| 6                                                                   | Unión Financiera Balonmano Base Oviedo | 15     | 16 | 7  | 1 | 8  | 446 | 454 | -8  |
| 7                                                                   | Amenabar Zarautz Z.K.E.                | 11     | 16 | 5  | 1 | 10 | 445 | 479 | -34 |
| 8                                                                   | BM Zamora Enamora                      | 8      | 16 | 4  | 0 | 12 | 421 | 507 | -86 |
| 9                                                                   | Balonmano Ikasa Boadilla               | 1      | 16 | 0  | 1 | 15 | 389 | 488 | -99 |
| Fuente: Federación Española de Balonmano (actualización automática) |                                        |        |    |    |   |    |     |     |     |

### Grupo B
|                                                                     | Equipo                          | Puntos | J  | G  | E | P  | GF  | GC  | DG   |
| ------------------------------------------------------------------- | ------------------------------- | ------ | -- | -- | - | -- | --- | --- | ---- |
| 1                                                                   | Fertiberia Puerto Sagunto       | 27     | 16 | 12 | 3 | 1  | 469 | 419 | 50   |
| 2                                                                   | Barça Atlètic                   | 22     | 16 | 10 | 2 | 4  | 522 | 470 | 52   |
| 3                                                                   | Trops Málaga                    | 18     | 16 | 8  | 2 | 6  | 413 | 388 | 25   |
| 4                                                                   | Hiros BM Caserío de Ciudad Real | 17     | 16 | 7  | 3 | 6  | 444 | 452 | -8   |
| 5                                                                   | Trasmapi UD Ibiza HC Eivissa    | 17     | 16 | 8  | 1 | 7  | 423 | 417 | 6    |
| 6                                                                   | EON HORNEO ALICANTE             | 17     | 16 | 8  | 1 | 7  | 453 | 442 | 11   |
| 7                                                                   | CONSERVAS ALSUR ANTEQUERA       | 16     | 16 | 7  | 2 | 7  | 443 | 407 | 36   |
| 8                                                                   | Balonmano Alarcos Ciudad Real   | 9      | 16 | 4  | 1 | 11 | 411 | 469 | -58  |
| 9                                                                   | Handbol Sant Quirze             | 1      | 16 | 0  | 1 | 15 | 401 | 515 | -114 |
| Fuente: Federación Española de Balonmano (actualización automática) |                                 |        |    |    |   |    |     |     |      |